# Savoje Bolaque (município)
Savoje Bolaque ou Savojebolague (em persa: ساوجبلاغ; romaniz.: Savoj Bolaq ou Savojbolagh) é um município da província de Alborz, no Irã. Sua capital é a cidade de Hastegerde. Tem 1 419 quilômetros quadrados e possui 152 437 residentes.